# Gull Lake (Alberta)
Pour les articles homonymes, voir Lac Gull.
Gull Lake est un village d'été (summer village) du Comté de Lacombe, situé dans la province canadienne d'Alberta.

## Démographie
En tant que localité désignée dans le recensement de 2011, Gull Lake a une population de 122 habitants dans 56 de ses 80 logements, soit une variation de -40,2 % avec la population de 2006. Avec une superficie de 0,697 7 km2, Gull Lake possède une densité de population de 174,860 3 hab/km2 en 2011.
Concernant le recensement de 2006, Gull Lake abritait 204 habitants dans 87 de ses 232 logements. Avec une superficie de 0,697 7 km2, le village d'été possédait une densité de population de 292,4 hab/km2 en 2006.
| 2001 | 2006 | 2011 | 2016 |
| ---- | ---- | ---- | ---- |
| 143  | 204  | 122  | 176  |